# Diplotaxis tristis
Diplotaxis tristis är en skalbaggsart som beskrevs av Kirby 1837. Diplotaxis tristis ingår i släktet Diplotaxis och familjen Melolonthidae. Inga underarter finns listade i Catalogue of Life.